# 贝尔古埃
贝尔古埃（法語：Bergouey，法語發音：[bɛʁɡwɛj]）是法国朗德省的一个市镇，属于达克斯区。

## 地理
贝尔古埃（43°40'7"N, 0°43'15"W）面积4.39 平方千米，位于法国新阿基坦大区朗德省，该省份为法国西南部沿海省份，是法國本土面积第二大的省，北起吉倫特省，西临大西洋，南至大西洋比利牛斯省，东临热尔省，东北与洛特-加龍省接壤。
与贝尔古埃接壤的市镇（或旧市镇、城区）包括：布拉桑普伊、科佩讷、戈雅克、迈利、圣克里克沙洛斯。

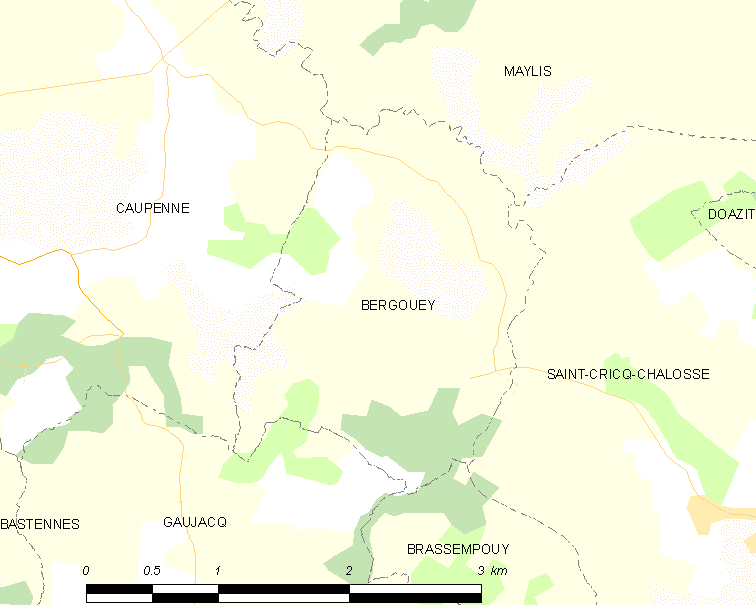
贝尔古埃的OSM定位图

贝尔古埃的时区为UTC+01:00、UTC+02:00（夏令时）。

## 行政
贝尔古埃的邮政编码为40250，INSEE市镇编码为40038。

## 政治
贝尔古埃所属的省级选区为沙洛斯山坡县。

## 人口

1962-2008年间贝尔古埃人口变化图示

贝尔古埃于2022年1月1日时的人口数量为109人。